# Wijkia papillata
Wijkia papillata là một loài rêu trong họ Sematophyllaceae. Loài này được (Zanten) H.A. Crum mô tả khoa học đầu tiên năm 1971.